# کردی بیلواری
بیلواری گویشی از زبان کردی جنوبی است که در دهستان پشت دربند واقع در کرمانشاه و مناطق اطراف آن استفاده می‌شود.